# Giuseppe Desimone
Giuseppe Desimone (Tora e Piccilli, 6 aprile 1811 – Napoli, 19 febbraio 1894) è stato un politico e magistrato italiano.
Fu senatore del Regno d'Italia nella XIV legislatura.